# Hrabia Monte Christo (film 1934)
Hrabia Monte Christo (ang. The Count of Monte Cristo) – amerykański film kostiumowy z 1934 roku. Adaptacja powieści Aleksadra Dumasa o takim samym tytule.

## Obsada
- Robert Donat – Edmond Dantes / hrabia Monte Cristo
- Elissa Landi – Mercedes de Rosas
- Louis Calhern – Raymond de Villefort Jr.
- Sidney Blackmer – Fernand Mondego
- Raymond Walburn – baron Danglars
- O.P. Heggie –  Abbé Faria
- Irene Hervey – Valentine de Villefort
- Georgia Caine – madame de Rosas, matka Mercedes
- Lawrence Grant – de Villefort Sr.
- Luis Alberni – Jacopo
- Douglas Walton – Albert Mondego